# 뿌리골무

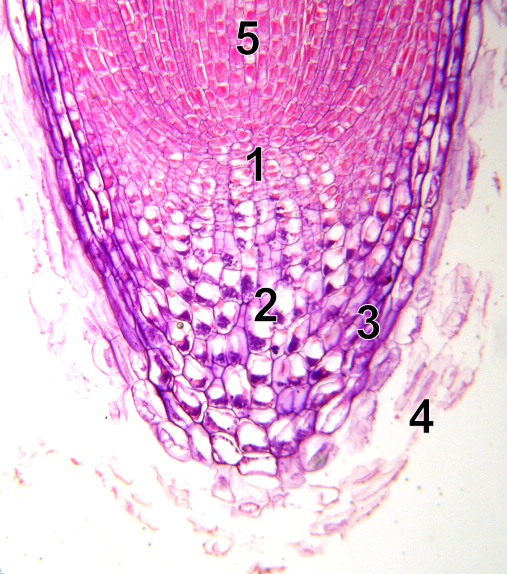
뿌리 끝을 확대한 모습.

뿌리골무(root cap)는 식물 뿌리의 끝쪽에 자리한 조직의 일종이다. 즉, 뿌리의 생장점에서 바깥쪽으로 만들어지는 뿌리의 끝부분으로서, 생장점과 그 주변의 세포를 싸서 보호한다. 이들 세포는 거의 분화가 일어나지 않고 생장점에서 계속적으로 새로이 만들어지지만, 오래 된 부분은 이내 표면에서 떨어져 나가므로 형태는 항상 일정하게 유지된다.